# Korhonen
Korhonen (som äldre variant även Korhoinen) är ett finskt efternamn. Sedan 2009 är det Finlands vanligaste efternamn. Genom migration från Finland är det också etablerat i Sverige. Offentlig statistik tillgänglig i juni 2015 ger följande antal personer med namnet som är bosatta i
- Finland 22276[1]
- Sverige 708[2]

Namnet betyder möjligen "stor man", "gamling", "stolt, rik och skrytsam" eller liknande.
Korhoinen är ett östfinskt namn, som  sannolikt använts  sedan 1200-talet. Bokstaven "i" försvann från namnet någon gång  på 1500-talet eller 1600-talet. Korhonen är känt som ett "typiskt savolaxiskt namn". 1892 var Korhonen det näst vanligaste släktnamnet i Savolax efter Hämäläinen. Redan på 1500-talet var Korho(i)nen vanligt, framför allt i Pellosniemi, Vesulahti och Rantasalmi. Trots att namnet Korhonen har sitt ursprung i Savolax, är det mycket vanligt också i Kajanaland.

## Personer med efternamnet Korhonen
Personer utan angiven nationalitet är från Finland
- Aku Korhonen (1892–1960), skådespelare
- Anu Korhonen (född 1965), kulturhistoriker
- Arvi Korhonen (1890–1967), professor i historia
- Auli Korhonen  (född 1955), konstnär
- Gunnar Korhonen (1918–2001), ämbetsman och företagsledare
- Jaakko Korhonen (1890–1935), skådespelare, regissör och manusförfattare
- Janne Korhonen (född 1970), taekwondo-utövare
- Jarmo Korhonen (född 1946), språkforskare, germanist
- Kaisa Korhonen (1941–2024), skådespelare, regissör, teaterchef och professor
- Kari Korhonen (född 1973), serietecknare och barnboksförfattare
- Keijo Korhonen, flera personer
  - Keijo Korhonen (backhoppare) (född 1956)
  - Keijo Korhonen (politiker) (1934–2022), historiker, utrikesminister och diplomat
- Markus Korhonen (född 1983), svensk dartspelare
- Martti Korhonen (född 1953), politiker, partiledare för Vänsterförbundet, statsråd
- Matti J. Korhonen (1934–2018), sverigefinländsk lärare och politiker, socialdemokrat
- Nina Korhonen (född 1961), fotograf bosatt i Stockholm
- Olavi Korhonen (född 1938), svensk präst och professor i samiska
- Ossi Korhonen (1898–1976), skådespelare
- Paavo Korhonen (1775–1840), folkskald
- Peter Korhonen (född 1960), svensk trumslagare
- Ritva-Liisa Korhonen (född 1960), operasångerska, sopran
- Timo Korhonen, flera personer
  - Timo Korhonen (gitarrist) (född 1964)
  - Timo Korhonen (mikrobiolog) (född 1949)
  - Timo V. Korhonen (född 1959), politiker, centerpartist
- Toivo Korhonen (1926–2014), arkitekt
- Urpo Korhonen (1923–2009), längdskidåkare
- Wäinö Korhonen (1926–2018), modern femkampare och fäktare